# Svahy
Svahy (německy Hangendorf) jsou malá vesnice, část města Planá v okrese Tachov v Plzeňském kraji. Nachází se asi 7,5 kilometru jihovýchodně od Plané. Je zde evidováno 29 adres. V roce 2011 zde trvale žilo 71 obyvatel.
Svahy jsou také název katastrálního území o rozloze 4,9 km².

## Historie
První písemná zmínka o vesnici pochází z roku 1651.

## Obyvatelstvo
| Rok            | 1869 | 1880 | 1890 | 1900 | 1910 | 1921 | 1930 | 1950 | 1961 | 1970 | 1980 | 1991 | 2001 | 2011 | 2021 |
| -------------- | ---- | ---- | ---- | ---- | ---- | ---- | ---- | ---- | ---- | ---- | ---- | ---- | ---- | ---- | ---- |
| Počet obyvatel | 145  | 153  | 155  | 157  | 157  | 152  | 136  | 75   | 74   | 87   | 71   | 65   | 69   | 71   | 52   |
| Počet domů     | 26   | 26   | 26   | 25   | 25   | 25   | 28   | 25   | 44   | 19   | 22   | 22   | 19   | 23   | 23   |

## Obecní správa
Při sčítání lidu v letech 1850–1879 Svahy byly osadou obce Vysoké Sedliště v okrese Planá.
V letech 1880–1976 byly samostatnou obcí v okrese Planá, v roce 1950 v okrese Mariánské Lázně a od roku 1960 v okrese Tachov. Od 30. dubna 1976 jsou částí města Planá v okrese Tachov. V letech 1961–1976 k obci patřily Vížka a Zliv.